# Jakub Sucháček
Jakub Sucháček (Čeladná, 17 novembre 1978) è un ex saltatore con gli sci ceco.

## Biografia
In Coppa del Mondo esordì il 15 gennaio 1994 a Liberec (20°) e ottenne il primo podio il 29 gennaio 1995 a Lahti (2°).
In carriera prese parte a un'edizione dei Giochi olimpici invernali, Nagano 1998 (28° nel trampolino normale, 15° nel trampolino lungo, 7° nella gara a squadre), a tre dei Campionati mondiali (11° nel trampolino normale a Ramsau am Dachstein 1999 il miglior risultato) e a tre dei Mondiali di volo (9° a Tauplitz 1996 il miglior risultato).

## Palmarès

### Mondiali juniores
- 1 medaglia:
  - 1 argento (gara a squadre a Breitenwang 1994)

### Coppa del Mondo
- Miglior piazzamento in classifica generale: 16º nel 1995
- 2 podi (entrambi individuali):
  - 1 secondo posto
  - 1 terzo posto